# Hải Lĩnh
Hải Lĩnh là một phường thuộc tỉnh Thanh Hóa, Việt Nam.
Được thành lập ngày 16 tháng 6 năm 2025 trên cơ sở các xã, phường Định Hải, Ninh Hải, Hải Lĩnh của thị xã Nghi Sơn, phường Hải Lĩnh chính thức hoạt động từ ngày 1 tháng 7 năm 2025.

## Địa lý
Phường Hải Lĩnh nằm trên bờ biển phía đông nam tỉnh Thanh Hóa, có vị trí địa lý:
- Phía bắc giáp phường Tân Dân và xã Các Sơn
- Phía nam giáp phường Tĩnh Gia
- Phía tây giáp xã Các Sơn và các phường Trúc Lâm, Đào Duy Từ
- Phía đông giáp vịnh Bắc Bộ.

Phường Hải Lĩnh có diện tích tự nhiên 41,18 km², quy mô dân số năm 2024 là 18.330 người, mật độ dân số đạt 445 người/km².

## Lịch sử
Địa giới hành chính phường Hải Lĩnh trước đây vốn là các xã, phường Định Hải, Ninh Hải, Hải Lĩnh, nằm ở phía bắc của thị xã Nghi Sơn.
Ngày 16 tháng 6 năm 2025, thị xã Nghi Sơn bị giải thể do bỏ cấp huyện; phường Hải Lĩnh được thành lập theo Nghị quyết số 1686/NQ-UBTVQH15 của Ủy ban Thường vụ Quốc hội trên cơ sở sáp nhập toàn bộ diện tích tự nhiên và quy mô dân số của 2 phường Ninh Hải, Hải Lĩnh cùng xã Định Hải.
Phường này chính thức hoạt động từ ngày 1 tháng 7 năm 2025, là đơn vị hành chính trực thuộc tỉnh Thanh Hóa.

## Hành chính
Phường Hải Lĩnh có 17 tổ chức tự quản. Dưới đây là danh sách các tổ chức tự quản theo địa giới từng xã, phường cũ:
| Mã    | Tên xã/phường | Hành chính   | Hành chính                                                              |
| Mã    | Tên xã/phường | Số lượng     | Danh sách                                                               |
| ----- | ------------- | ------------ | ----------------------------------------------------------------------- |
| 16597 | Hải Lĩnh      | 7 tổ dân phố | Đại Quang, Đại Thắng, Hồng Phong, Phú Đông, Phú Tây, Phú Thịnh, Tây Sơn |
| 16600 | Định Hải      | 4 thôn       | 8, Hồng Kỳ, Hồng Phong, Hồng Quang                                      |
| 16606 | Ninh Hải      | 6 tổ dân phố | Đại Tiến, Đức Thành, Quang Trung, Sơn Hải, Thống Nhất, Văn Sơn          |

## Phường Hải Lĩnh trước 16/6/2025

### Địa lý
Phường Hải Lĩnh nằm ở phía bắc thị xã Nghi Sơn, có vị trí địa lý:
- Phía đông giáp Biển Đông
- Phía tây giáp xã Định Hải
- Phía bắc giáp phường Tân Dân
- Phía nam giáp phường Ninh Hải.

Phường Hải Lĩnh có diện tích 8,43 km², dân số năm 2019 là 7.863 người, mật độ dân số đạt 933 người/km².

### Lịch sử
Trước đây, Hải Lĩnh là một xã thuộc huyện Tĩnh Gia.
Ngày 22 tháng 4 năm 2020, Ủy ban Thường vụ Quốc hội ban hành Nghị quyết số 933/NQ-UBTVQH14 về việc thành lập thị xã Nghi Sơn và các phường thuộc thị xã Nghi Sơn (nghị quyết có hiệu lực từ ngày 1 tháng 6 năm 2020). Theo đó, chuyển huyện Tĩnh Gia thành thị xã Nghi Sơn và thành lập phường Hải Lĩnh trên cơ sở toàn bộ 8,43 km² diện tích tự nhiên và 7.863 người của xã Hải Lĩnh.